# Іванчук Павло Трохимович
Павло Трохимович Іванчук (нар. 1923 — пом. ?) — радянський футболіст, захисник.

## Життєпис
Виступав за команди «Спартак» Вінниця (1946 група III), «Шахтар» Рутченково (1947-1948, КФК), «Шахтар» Сталіно (1949-1952, клас «А»), «Металург» Дніпропетровськ (1953, клас «Б»), «Торпедо» Таганрог (1955, КФК), «Рудоуправління імені Дзержинського» (1956, КФК).
У 1951 році — бронзовий призер чемпіонату і півфіналіст Кубку СРСР.
У 1953 році — старший тренер «Хіміка» (Дніпродзержинськ).